# Lluís González
Lluís González Pujol, más conocido simplemente como Lluís, es un exfutbolista español. Su hijo Edgar también es jugador profesional.

## Trayectoria
Captado por los juveniles del RCD Español, pronto pasa a engrosar las filas del por entonces filial perico, el CE L'Hospitalet, con el cual está a punto de ascender a Segunda División en la temporada 1990-1991.
Para el ejercicio siguiente asciende al primer equipo del RCD Español, en el que permanece durante cuatro campañas, la mayor parte de los partidos actuando como suplente.
En el verano de 1995 acepta una oferta del Mérida, pero sus discretos números (solo 15 partidos disputados y un gol marcado) hacen que para la temporada 1996-1997 decida recalar en otro club de la categoría de plata, la UE Lleida, donde tampoco cuaja un buen año.
A partir de entonces, la carrera de Lluís se desarrolla en clubes de Segunda División B: CD Castellón (dos campañas entre 1997 y 1999); UDA Gramanet (otras dos, entre 1999 y 2001); y Terrassa FC, donde tras participar tan solo en nueve encuentros y marcar un único gol, decide colgar las botas.